# Edith Paischer
Edith Paischer (* 24. Mai 1929 in Mauerkirchen; † 15. Oktober 2015 in Braunau am Inn) war eine österreichische Politikerin (SPÖ) und Pensionistin. Sie war von 1982 bis 1991 Mitglied im österreichischen Bundesrat und Vizebürgermeisterin der Stadt Braunau am Inn.

## Ausbildung und Beruf
Paischer besuchte von 1936 bis 1944 die Volks- und Hauptschule und bildete sich durch Kurse weiter. Sie war von 1944 bis 1945 Bürolehrling im Finanzamt Braunau am Inn und arbeitete danach von 1946 bis 1982 als Angestellte bzw. Sekretärin der SPÖ-Bezirksorganisation Braunau am Inn. Seit 2009 ist Edith Paischer „Konsulentin für allgemeine Kulturpflege“, wobei sie sich seit vielen Jahren für die grenzüberschreitende Zusammenarbeit im Bereich Kultur und Kunsthandwerk einsetzt. Sie rief 1995 die Ausstellungen „Innviertlerisch-Bayerisches Kunsthandwerk“ ins Leben und ist selbst Schöpferin von Klosterarbeiten und Förderin alter Handwerkstechniken.

## Politik und Funktionen
Paischer wurde Mitglied der Sozialistischen Partei Österreichs und engagierte sich ab 1949 als Funktionärin der SPÖ. Sie übernahm innerparteilich das Amt der stellvertretenden Bezirksvorsitzenden der SPÖ Braunau am Inn und wurde 1973 zur Stadträtin von Braunau am Inn gewählt. 1979 stieg sie zur Ersten Vizebürgermeisterin der Stadt Braunau am Inn auf, wobei sie dieses Amt bis 1982 innehatte. Des Weiteren war sie von 1973 bis 1986 Vorsitzende des Sozial- und Gesundheitsausschusses der Stadt Braunau am Inn. Paischer wirkte auch als Vorsitzende der SPÖ-Frauenorganisation und Funktionärin der Ortsorganisation der SPÖ Helpfau-Uttendorf und war Mitglied des erweiterten Bundesfrauenkomitees. Des Weiteren war sie stellvertretende Vorsitzende der SPÖ-Bundesratsfraktion und Mitglied des Klubvorstandes, wobei sie dem Bundesrat zum ersten Mal vom 17. März 1982 bis zum 9. März 1983 angehörte. Nach kurzfristiger Unterbrechung war sie vom 15. April 1983 bis zum 29. Oktober 1991 neuerlich Mitglied des Bundesrates.
Edith Paischer verstarb am 15. Oktober 2015 in Braunau am Inn.

## Auszeichnungen
- Großes Silbernes Ehrenzeichen für Verdienste um die Republik Österreich